# Lista parlamentów ponadnarodowych i zgromadzeń parlamentarnych
| Nazwa                                                                              | Organizacja                        | Liczba posłów | Wybory                          | Uprawnienia                                                     | Sesje       | Obrady plenarne     |
| ---------------------------------------------------------------------------------- | ---------------------------------- | ------------- | ------------------------------- | --------------------------------------------------------------- | ----------- | ------------------- |
| Parlament Europejski                                                               | Unia Europejska                    | 705           | powszechne (od 1979)            | legislatywa bez prawa inicjatywy, wpływ na obsadę KE, wybór RPO | co miesiąc  | Bruksela, Strasburg |
| Parlament Środkowoamerykański                                                      |                                    | 120           | powszechne (od 1991)            | doradczy                                                        | co miesiąc  | Gwatemala           |
| Parlament Andyjski                                                                 |                                    | 25            | powszechne (od 2006), delegacja | kontrola instytucji organizacji                                 | co miesiąc  | Bogota              |
| Parlament Mercosuru                                                                |                                    | 186           | powszechne (od 2009), delegacja | doradczy                                                        | co miesiąc  | Montevideo          |
| Parlament Latynoamerykański                                                        |                                    | 276           | delegacja                       | doradczy                                                        |             | Panama              |
| Parlament Amazonii                                                                 | OTCA                               |               | delegacja                       | doradczy                                                        |             | Caracas             |
| Parlament Wspólnoty (ECOWAS)                                                       | Wspólnota Państw Afryki Zachodniej | 115           | delegacja                       | doradczy                                                        | co pół roku | rotacyjnie          |
| Wschodnioafrykańskie Zgromadzenie Legislacyjne                                     |                                    | 62            | delegacja                       | legislatywa                                                     |             | Arusha              |
| Parlament Panafrykański                                                            |                                    | 275           | delegacja                       | doradczy, ustala budżet organizacji                             | raz na rok  | Johannesburg        |
| Parlament Arabski                                                                  | Liga Państw Arabskich              | 88            | delegacja                       | doradczy                                                        |             | Kair                |
| Zgromadzenie Parlamentarne Rady Europy                                             | Unia Europejska                    | 324           | delegacja                       | wybór sędziów ETPC, wybór Komisarza Praw Człowieka              | co kwartał  | Strasburg           |
| Zgromadzenie Parlamentarne NATO                                                    | NATO                               | 266           | delegacja                       | doradczy                                                        | co poł roku | rotacyjnie          |
| Zgromadzenie Parlamentarne OBWE                                                    |                                    | 317           | delegacja                       | doradczy                                                        | co pół roku | Wiedeń, rotacyjnie  |
| Wspólny Komitet Parlamentarny                                                      |                                    | 30            | delegacja                       | doradczy                                                        |             | rotacyjnie          |
| EuroLat                                                                            |                                    | 150           | delegacja                       | doradczy                                                        | raz na rok  |                     |
| EuroNest                                                                           |                                    | 110           | delegacja                       | doradczy                                                        | raz na rok  | rotacyjnie          |
| Wspólne Zgromadzenie Parlamentarne AKP-UE                                          |                                    | 156           | delegacja                       | doradczy                                                        | 2 na rok    |                     |
| Zgromadzenie Międzyparlamentarne WNP                                               |                                    |               | delegacja                       | doradczy, monitorowanie wyborów w krajach członkowskich         |             | Petersburg          |
| Zgromadzenie Międzyparlamentarne EAEU                                              | [ 26 ]                             |               |                                 |                                                                 |             |                     |
| Zgromadzenie Parlamentarne ASEAN                                                   | [ a ]                              |               | delegacja                       | doradczy                                                        |             |                     |
| ParlAmericas                                                                       |                                    | 420           | delegacja                       | doradczy                                                        |             | rotacyjnie          |
| Zgromadzenie Parlamentarne                                                         | Unia dla Śróziemnomorza            |               | delegacja                       |                                                                 |             |                     |
| Unia Międzyparlamentarna                                                           |                                    | 500           | delegacja                       |                                                                 | co pół roku | rotacyjnie          |
| Konferencja Parlamantarna w sprawie WTO                                            | [ c ]                              | 300           | delegacja                       |                                                                 |             | rotacyjnie          |
| Commonwealth Parliamentary Association                                             | Wspólnota Narodów                  |               | delegacja                       |                                                                 |             | rotacyjnie          |
| Forum Parlamentarne Azji i Pacyfiku                                                | APEC                               |               | delegacja                       |                                                                 | co roku     |                     |
| Afrykańska Unia Parlamentarna                                                      |                                    |               |                                 |                                                                 |             |                     |
| Parlamentarna Rada Konsultacyjna Unii Arabskiej Maghrebu                           |                                    | 150           | delegacja                       | doradczy                                                        |             | rotacyjnie          |
| Komisja Międzyparlamentarna CEMAC                                                  | Wspólnota Państw Afryki Środkowej  |               | delegacja                       | doradczy                                                        |             |                     |
| Forum Parlamentarne SADC                                                           |                                    | 80            | delegacja                       | doradczy                                                        |             |                     |
| Zgromadzenie Parlamentarne Azji                                                    |                                    |               |                                 |                                                                 |             |                     |
| Zgromadzenie Parlamentarzystów Wspólnoty Karaibów                                  |                                    | 70            | delegacja                       | doradczy                                                        | raz na rok  | rotacyjnie          |
| Zgromadzenie Parlamentarne Organizacji Współpracy Islamskiej                       |                                    |               |                                 |                                                                 |             |                     |
| Zgromadzenie Plenarne Rady Nordyckiej                                              |                                    |               | delegacja                       | doradczy                                                        |             |                     |
| Konferencji Parlamentarzystów Regionu Arktyki                                      | Rada Arktyczna                     |               | delegacja                       |                                                                 |             |                     |
| Komitet Międzyparlamentarny Unii Gospodarczej i Walutowej Państw Afryki Zachodniej |                                    |               | delegacja                       |                                                                 |             | Bamako              |
| Rada Bałtycka                                                                      |                                    |               |                                 |                                                                 |             |                     |
| Zgromadzenie Parlamentarne Beneluksu                                               |                                    |               |                                 |                                                                 |             |                     |